# Teobald V. Dobri
Teobald V. Dobri (francuski Thibaut V le Bon) (1130. – 20. 1. 1191.) bio je grof Bloisa i lord Chartresa, sin Teobalda II. Šampanjskog i njegove žene, Matilde Koruške te brat Henrika I. Šampanjskog.
Oženio se Sibilom od Chateaurenaulta (Château-Renard) te je brakom postao gospodar Chateaurenaulta.
Poslije je oženio i princezu Alisu, kćer Eleonore Akvitanske. Alisa je Teobaldu rodila Teobalda, Filipa, Henrika, Luja I. Blojiškog, Alisu, Margaretu i Izabelu Blojišku.
Tijekom Teobaldove vladavine spaljeni su neki Židovi u njegovome mjestu.
Teobald je 1190. stigao u Palestinu.